# Olena Zubko
Olena Zubko, född den 8 maj 1953 i Rozsochuvatets i Ukrainska SSR, Sovjetunionen, är en sovjetisk roddare.
Hon tog OS-silver i åtta med styrman i samband med de olympiska roddtävlingarna 1976 i Montréal.